# شريفنهام
شريفنهام (بالانجليزية: Shrivenham) هي بلدة وأبرشية مدنية، تقع في مقاطعة أوكسفوردشاير منطقة وادي الحصان الأبيض (بالإنجليزية: Vale of White Horse)، على بعد حوالي 8 كم جنوب غرب فارينغدون. كما أن القرية تقع بالقرب من حدود مقاطعة أوكسفوردشاير مع مقاطعة ويلتشير وحوالي 11 كم شرق وشمال شرق سويندون. وفقًا لتعداد 2011 بلغ عدد سكان البلدة 2347 نسمة. تقع القرية داخل الحدود التاريخية لمدينة بيركشاير. بموجب التغييرات الحدود التي أجريت في عام 1974، تم نقل منطقة الحصان الأبيض إداريًا إلى أوكسفوردشاير. تعتبر قرية شريفنهام إحدى أقدم القرى الريفية في أوكسفوردشاير، وهي اليوم قرية مزدهرة اقتصادياً وبها العديد من الأكواخ المصنوعة من القش والجدران الحجرية ومضخة قديمة وكنيسة نورماندية. كما تشتهر القرية بكنيسة القديس أندرو، والتي شُيِّدت في عهد تشارلز الثاني في موقع كنيسة سابقة يعود تاريخ إنشائها إلى أواخر القرن الثاني عشر. منذ 25 عامًا، تنظم القرية احتفال أو مهرجان سنوي خاص بها يسمى مهرجان قرية شريفنهام Shrivenham Village Fete. منذ العام 1946، يوجد في القرية العديد من مقرات المنشآت العسكرية حيث تم إنشاء الكلية العسكرية الملكية للعلوم (RMCS) وأصبحت هذه الكلية جزء من أكاديمية الدفاع بالمملكة المتحدة. كما يوجد في القرية مقر كلية القيادة والأركان البريطانية. 

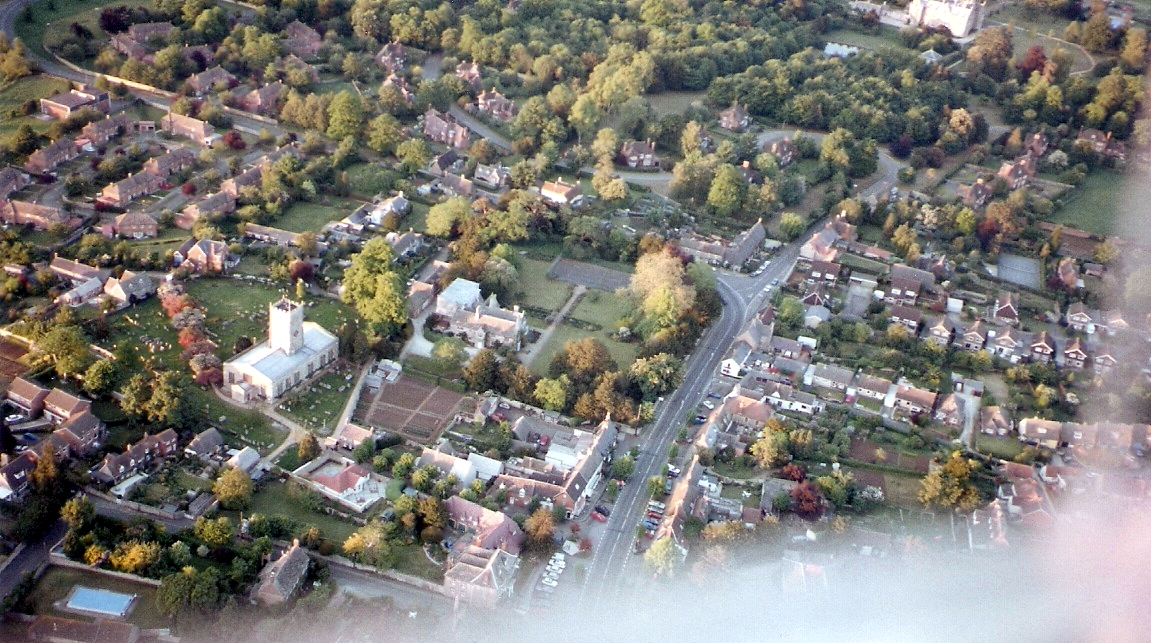
لقطة من الجو لشريفنهام تظهر كنيسة أبرشية سانت أندرو
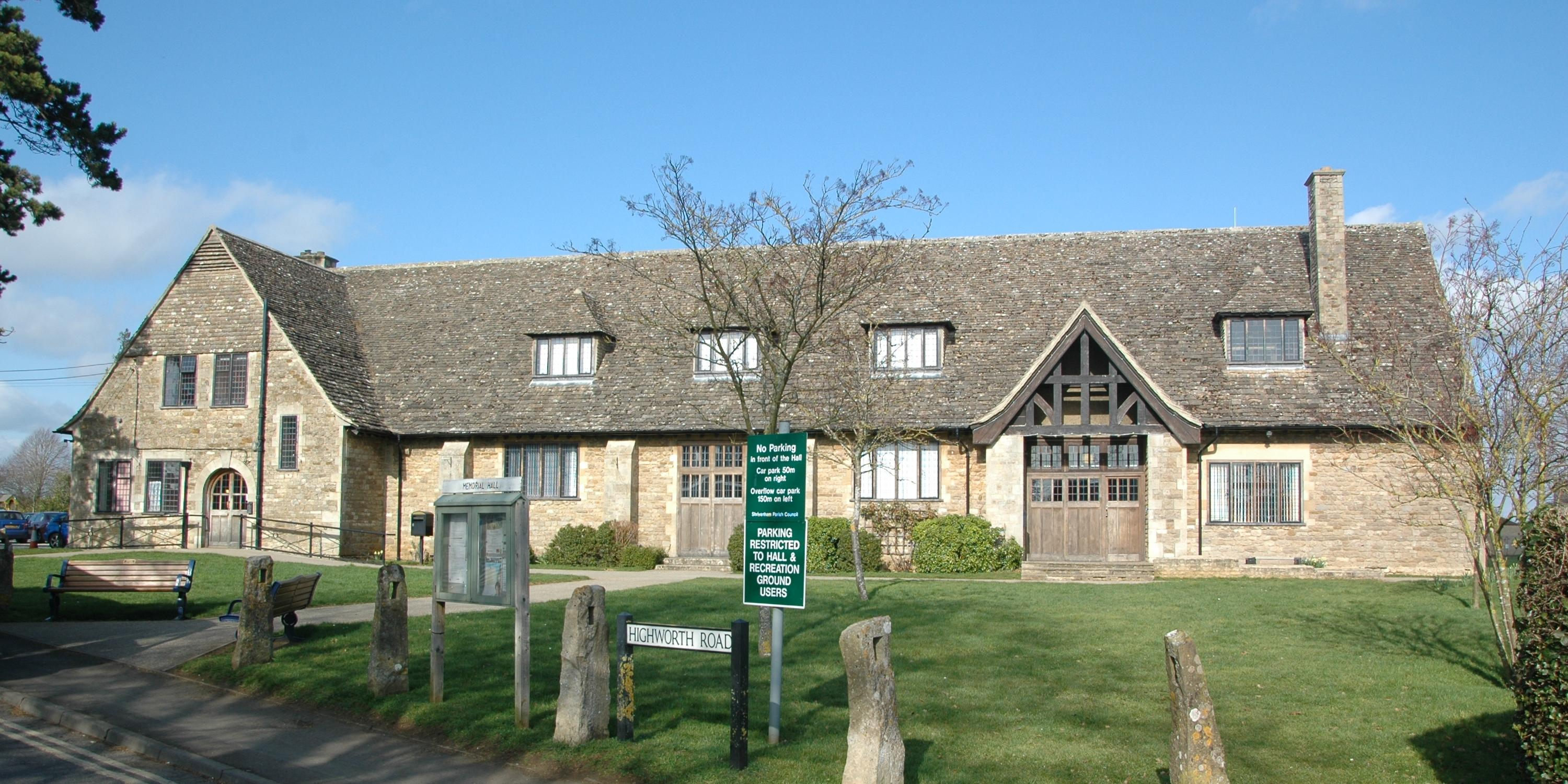
قاعة شريفنهام التذكارية تم بناءه في عشرينيات القرن الماضي
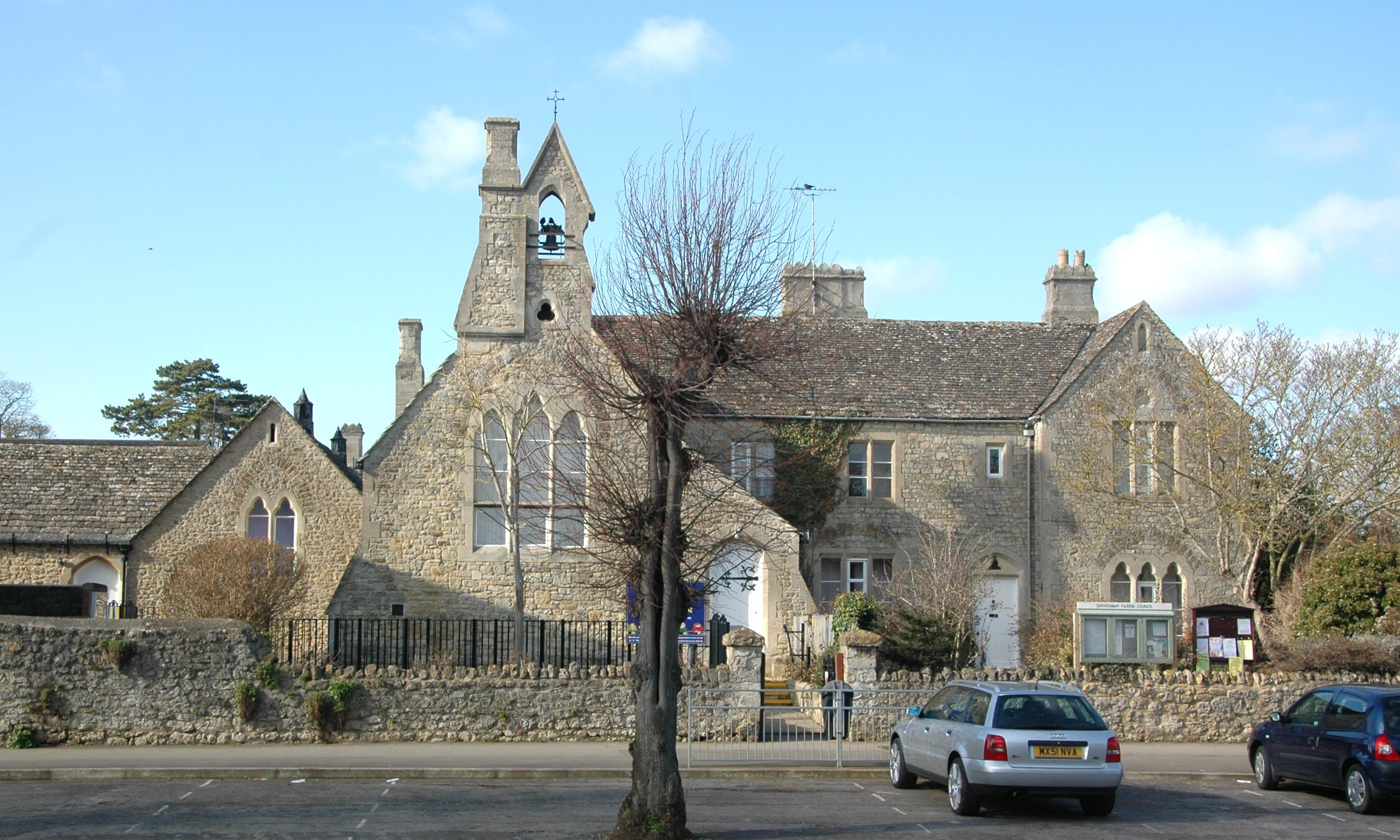
في عام 1863 تم بناء مدرسة سانت أندرو التابعة لكنيسة إنجلترا الابتدائية الخاضعة للرقابة كمدرسة وطنية
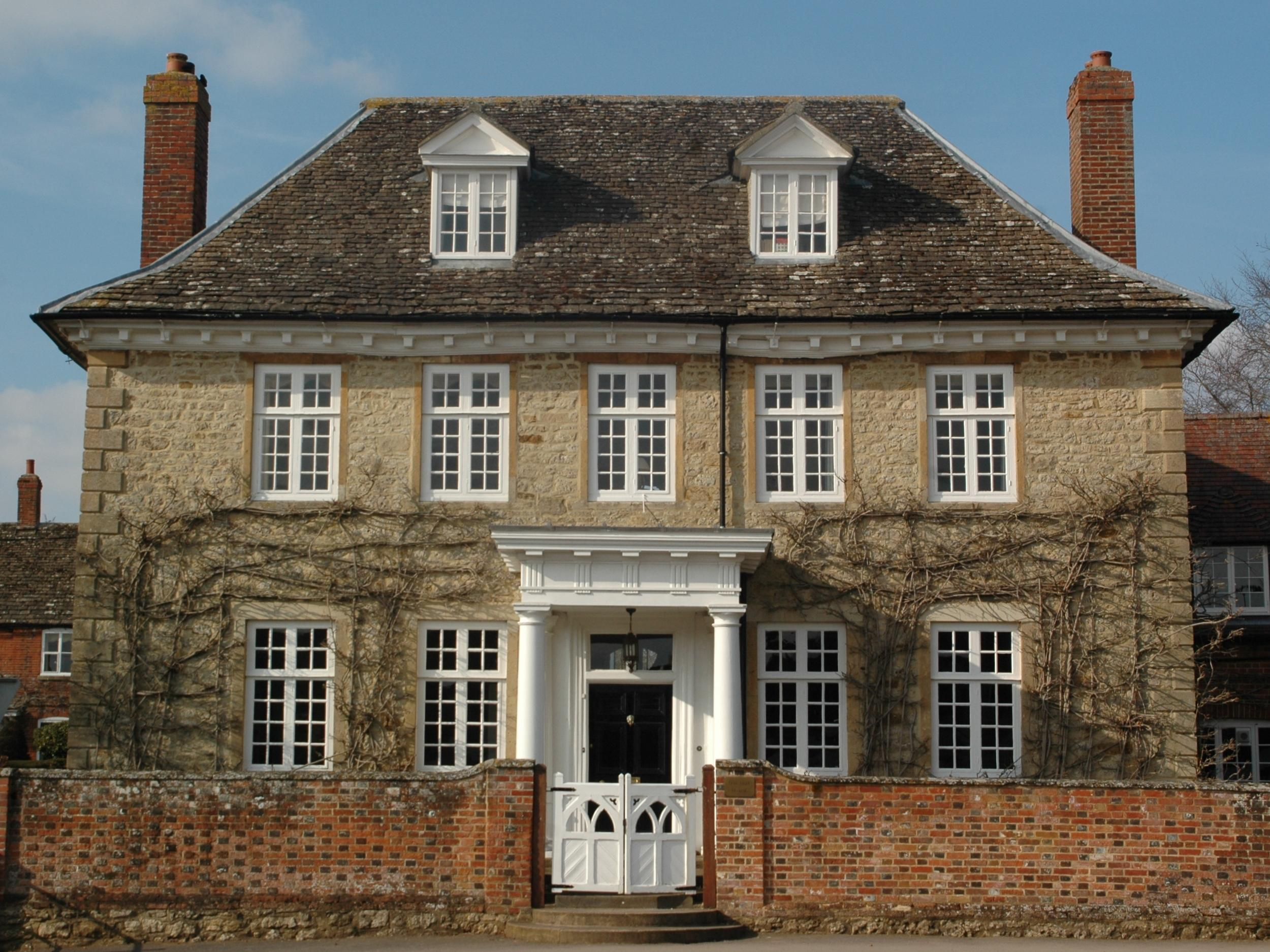
منزل مبني من شجرةالدردار والحجر المحلي في حوالي عام 1700، مع إضافة شرفة توسكان في وقت لاحق
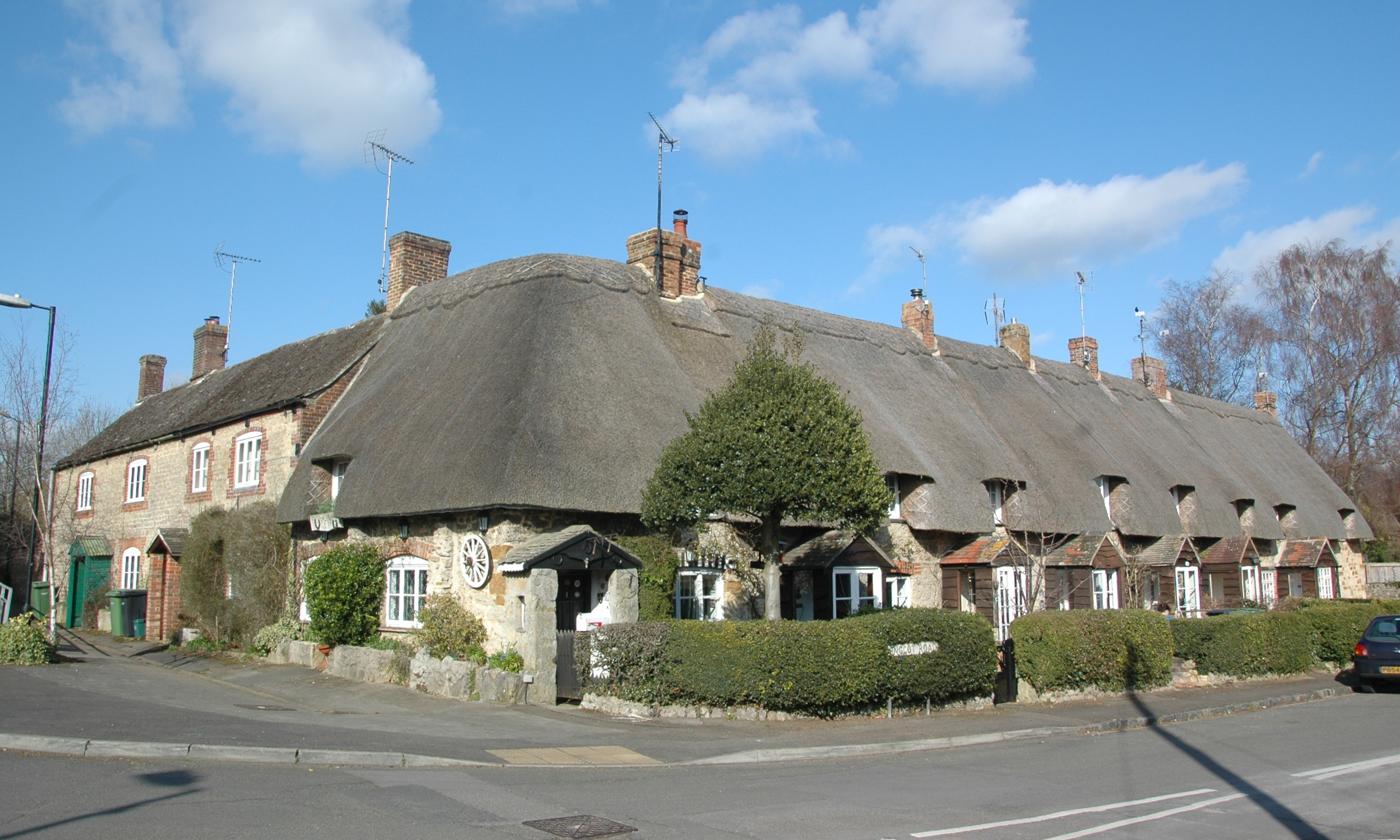
كواخ من القش أنشئت في أواخر القرن السابع عشر أو أوائل القرن الثامن عشر في طريق لونجكوت
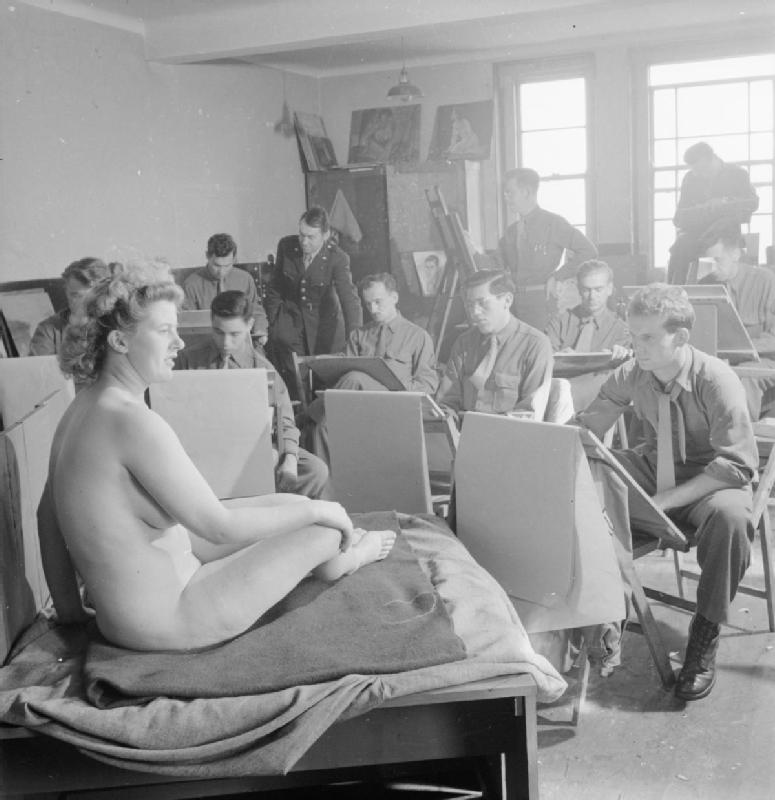
طلاب يشاركون في حصة الرسم الحي في جامعة الجيش الأمريكي، 1945